# John Ross (explorador ártico)
John Ross, CB, (Balsarroch, Escocia, 24 de junio de 1777 - Londres, 30 de agosto de 1856) fue un almirante y naturalista escocés, explorador del Ártico.

## Biografía
John Ross fue hijo del reverendo Andrew Ross, ministro de Inch, cerca de Stranraer en Escocia. En 1786, con tan solo nueve años, se alistó en la Royal Navy como aprendiz. Sirvió en el Mar Mediterráneo hasta 1789 año en el que fue trasladado al Canal de la Mancha. En 1808 hizo las veces de capitán en la marina sueca y en 1812 se convirtió en comandante.

### La expedición de 1818
Seis años más tarde, en 1818, fue elegido para comandar la expedición ártica organizada por el Almirantazgo, en el primero de una nueva serie de intentos por encontrar el Paso del Noroeste, navegando la región del extremo nororiental de la costa del continente americano hasta llegar al estrecho de Bering, cruzando el Estrecho de Davis y Bahía Baffin. Su misión también incluía registrar información relativa a corrientes, mareas, estado de los hielos, magnetismo y recolectar especímenes que encontrara durante el viaje. El 18 de abril de ese año, Ross zarpó de Londres con dos navíos —el Isabelle, de 385 ton. y 57 hombres, comandado por él, y el Alexander, comandado por William Edward Parry, de 252 ton. y 37 hombres— y a finales de mayo llegaron al estrecho de David, adentrándose en la Bahía de Baffin y encontrando los primeros témpanos flotantes.
Una vez allí, reexaminarían las observaciones que el también británico William Baffin había realizado doscientos años antes. Ross procedió al reconocimiento completo de la costa occidental de Groenlandia, delimitando, en la parte más septentrional, la Bahía Melville, hasta ese momento desconocida por el Almirantazgo. Siguieron al norte hasta el Smith Sound —la boca del estrecho de Nares— que alcanzaron el 19 de agosto, y allí Ross dio nombre a los cabos que limitaban su entrada en ambos lados: cabo Isabelle, en isla Ellesmere, y cabo Alexander, en Groenlandia.
Habiendo llegado a la conclusión, por error, de que el extremo norte de Smith Sound estaba cerrado por tierra, Ross se dirigió en cabeza hacia el suroeste, al Jones Sound, y una vez más, erróneamente, pensó que observaba tierra en la parte inferior de la entrada. Más al sur, la entrada del Lancaster Sound —entre isla de Baffin, al sur, e isla Devon, al norte— estaba libre de hielo y el 31 de agosto ambos buques se internaron en él hacia el oeste. Como a menudo ocurrió durante el viaje, el Alexander quedó retrasado a una distancia considerable del Isabelle. Con lo que parecía ser mar abierto al oeste, Parry destacó en su diario privado que «el oleaje llega del noroeste, compás, (esto es, sur-suroeste verdadero) y sigue igual que en el océano. Es imposible señalar esta circunstancia sin sentir la esperanza de que esto puede ser causado por que esta entrada es un pasaje a un mar al oeste de este». Sin embargo, Ross estaba una vez más convencido de que era «tierra rodeando la parte baja de la bahía» en forma de una cadena de montañas que bloqueaban el acceso hacia el oeste. A esa cadena le dio el nombre de «Crocker Hills», en honor del primer secretario del Almirantazgo, John Wilson Croker y decidió dar la vuelta para explorar la costa oriental de la isla de Baffin. Parry, que no no había visto esas montañas, se mostró decepcionado por la decisión de su comandante y siguió convencido de la posibilidad de la existencia de un pasaje a través del Lancaster Sound. La expedición regresó a Inglaterra para evitar la invernada en el Ártico, llegando a Deptford (Londres) el 21 de noviembre. Inmediatamente el desacuerdo entre Ross y Parry por la existencia de las «Croker Hills» se hizo público y Barrow se apresuró a criticar la decisión de Ross de dar marcha atrás (otros oficiales también mostraron su disconformidad, como hizo Edward Sabine, conocido botánico).
La expedición no cumplió las expectativas, y en cierta medida perjudicó la reputación de Ross, quien alcanzó el rango de capitán a su regreso. Barrow protagonizaría los años siguientes nuevas expediciones al ártico que demostrarían que esas «Crocker Hills» no existían, y que debieron de ser uno de los habituales espejismos en esas latitudes o, a lo sumo, una cadena de icebergs. Eso arruinó la reputación de Ross.

### La segunda expedición de 1829-33
En 1829, para resarcirse de su gran error convenció a su amigo el magnate del whisky Felix Booth (posteriormente nombrado sir), para que financiara una segunda expedición. En la expedición contaba con la participación de sus sobrino James Clark Ross, que compartió su expedición de 1818 y había participado en las cuatro expediciones árticas de Parry entre 1819 y 1827. Partieron el 29 de mayo de ese año, esta vez a bordo del Victory, un barco de vapor. Navegaron por la bahía de Baffin hacia el norte y viraron al oeste para cruzar el Lancaster Sound adentrándose en el estrecho del Príncipe Regente y descendiendo nuevamente al sur, una zona hasta entonces inexplorada, a lo largo de isla Somerset. Halló un estrecho canal que conducía hacia el oeste —por el que no se adentró ya que supuso un callejón, en realidad el estrechísismo estrecho de Bellot— y llegó a las costas de la península de Boothia, bautizada así en honor de su amigo y patrocinador. Aquí su barco quedó atrapado por los hielos. Durante los dos años que se vieron bloqueados, la tripulación exploró la región a pie y en chalupas hacia el oeste y el norte, ayudados por los inuit. En 1830, cruzando los canales helados, reconocieron la isla del Rey Guillermo, a la que bautizaron como Tierra del Rey Guillermo, ya que pensaron que era también una península. En una de esas exploraciones, James Clark Ross encontró el Polo Norte magnético (coordenadas 69°34′N 94°54′O / 69.567, -94.900) en un lugar cerca del litoral oriental de la Península de Boothia.
En 1832, convencido de que el Victory estaba irremisiblemente atrapado, Ross y su tripulación abandonaron su barco y marcharon a pie hasta los restos del Fury (un barco atrapado en 1827, en una de las expediciones de Parry en que había participado su sobrino) e invernaron por tercera vez cerca de un depósito de víveres dejado en previsión por Parry. Tuvieron que esperar un año más hasta que una brecha en el hielo les posibilitó iniciar la navegación en las chalupas del Fury y el 15 de agosto de 1833 consiguieron llegar al estrecho de Lancaster, y, a finales de ese mes, fueron recogidos en el Mar de Baffin por un barco ballenero británico bien conocido por él, el Isabelle, su antiguo barco de la expedición de 1818.
La experiencia vivida y los conocimientos recopilado, científicos y etnológicos, principalmente con los inuits, proporcionaron a Ross el reconocimiento que había estado buscando tanto tiempo y le permitieron recuperar su reputación.
A su regreso, el capitán Ross recibió las medallas de oro de las sociedades geográficas francesa y británica, además de varios reconocimientos en otros países, como en Suecia, donde fue nombrado caballero de la orden de la Estrella Polar. En 1834 recibió el título de caballero y el de compañero de la Orden del Baño (CB) del Reino Unido.
En 1850 emprendió un tercer viaje a las regiones árticas, en esta ocasión en busca de la desaparecida expedición de Sir John Franklin aunque no tuvo éxito. Al año siguiente alcanzó el grado de contralmirante («Rear-Admiral» o «flag-rank»). A su regreso, se estableció en Escocia y murió en Londres en 1856.
Entre sus obras destacan:
- Ross, J. 1819. A voyage of discovery, made under the orders of the Admiralty, in His Majesty's ships Isabella and Alexander, for the purpose of exploring Baffin's Bay, and inquiring into the probability of a north-west passage. London: J. Murray., OCLC 4559652 Falta el |título= (ayuda).

- Ross, J. 1820. ''Entdeckungsreise unter den Befehlen der britischen Admiralität mit den königlichen Schiffen Isabella und Alexander um Baffins-Bay auszuforschen und die Möglichkeit einer nordwestlichen Durchfahrt zu untersuchen (Expedición bajo el mando de la marina británica con los barcos reales Isabel y Alexander a la bahía de Baffin, y para investigar la posibilidad de un paso por el Noroeste)/ Von mehrern Sprach- und Sachkundigen aus dem Englischen übers, eds. P.A. Nemnich. Leipzig: Fleischer. (Traducido al alemán), OCLC 20953931 Falta el |título= (ayuda).

- Ross, J., & Ross, J. C. 1835. Narrative of a second voyage in search of a north-west passage, and of a residence in the Arctic regions during the years 1829, 1830, 1831, 1832, 1833. London: A.W. Webster., OCLC 1113450 Falta el |título= (ayuda).

- Ross, J. 1838. Memoirs and correspondence of Admiral Lord De Saumarez. From original papers in possession of the family. Londres: R. Bentley., OCLC 176864 Falta el |título= (ayuda).

- La abreviatura «Ross» se emplea para indicar a John Ross como autoridad en la descripción y clasificación científica de los vegetales.[5]